# Schweizerisches Wirtschaftsarchiv
Das Schweizerische Wirtschaftsarchiv (SWA; französisch Archives économiques suisses, AES; italienisch Archivio economico svizzero, AES) in Basel ist ein «Kompetenzzentrum für Quellen zur Schweizer Wirtschaft und Wirtschaftsgeschichte». Seit 1910 sichert das SWA Archive der privaten Wirtschaft und dokumentiert die Wirtschaftsgeschichte und Wirtschaftspolitik der Schweiz. Es ist Archiv und Dokumentationsstelle. Das SWA wird getragen von der Universität Basel und unterstützt durch die «Stiftung zur Förderung des SWA» und bildet mit der Filiale UB Wirtschaft der Universitätsbibliothek Basel eine betriebliche Einheit.

## Geschichte
Das «Archiv für Schweizerische Wirtschaftskunde und Wirtschaftsgeschichte» wurde am 12. Oktober 1910 durch Beschluss des Regierungsrats des Kantons Basel-Stadt unter der abgekürzten Bezeichnung „Schweizerisches Wirtschaftsarchiv (SWA)“ als Abteilung des Staatsarchivs Basel-Stadt gegründet. Der Staatsarchivar Rudolf Wackernagel hatte allerdings bereits seit 1877 auch nicht-staatliche Archive aufgenommen und eine umfangreiche Sammlung von Druckschriften angelegt, die den Ausgangspunkt der heutigen Dokumentensammlung darstellt.
Unter dem ersten vollamtlichen Vorsteher des SWA, Fritz Mangold, Ordinarius für Statistik und Basler Regierungsrat, wurde das SWA anfangs der 1920er Jahre vom Staatsarchiv abgetrennt. Es verblieb jedoch im Departement des Innern des Kantons Basel-Stadt.
Auch nach dem Umzug ins Kollegienhaus der Universität Basel im Jahr 1939 herrschte weiterhin akuter Platzmangel für Benutzer und Bestände. Um seiner Aufgabe im Bildungs- und Forschungssektor besser gerecht zu werden, wurde das SWA 1943 aus dem Departement des Innern herausgelöst und dem Erziehungsdepartement unterstellt. In der Folge war das SWA immer weniger ein Archiv im klassischen Sinn. Die Firmen- und Verbandsarchive verloren an Bedeutung, das Schwergewicht der Tätigkeit verschob sich zunehmend in Richtung Dokumentationsstelle und Spezialbibliothek.
1976 wurde das SWA unter Wahrung weitgehender Selbständigkeit der Öffentlichen Bibliothek der Universität Basel (UB) angegliedert. 1988 erfolgte die Zusammenlegung mit der Fachbereichsbibliothek für Wirtschafts- und Sozialwissenschaften, welche im neu eröffneten Wirtschaftswissenschaftlichen Zentrum der Universität Basel (WWZ) im Rosshof am Petersgraben angesiedelt wurde. Die neue Institution firmierte unter dem Doppelnamen «WWZ-Bibliothek/Schweizerisches Wirtschaftsarchiv».
Seither erhalten die historischen Archive wieder ein grösseres Gewicht, was zu einer Verdoppelung der Bestände seit 1993 geführt hat. Zudem konnten die Einzeltitel in den Dokumentensammlungen für den Online-Zugriff sowie die alten Periodika rekatalogisiert und der Zugang zur Sachdokumentation dank einer neuen Systematik modernisiert werden.
Im Februar 2009 zogen WWZ-Bibliothek und SWA zusammen mit der Wirtschaftswissenschaftlichen Fakultät vom Rosshof am Petersgraben ins Jacob Burckhardt-Haus beim Bahnhof Basel SBB. Im Zuge der Vereinheitlichung der Namen der UB-Filialen erfolgte 2013 die Umbenennung in Universitätsbibliothek Wirtschaft - Schweizerisches Wirtschaftsarchiv oder abgekürzt UB Wirtschaft - SWA.

## Archivgut
Das Archiv hat zwei thematische Schwerpunkte zur schweizerischen Wirtschaft und Wirtschaftspolitik:
- Wirtschaftsarchive: Firmenarchive, Verbandsarchive, Personenarchive[4]
- Wirtschaftsdokumentation: Dokumentensammlungen zu Firmen und Organisationen, Personen mit Wirtschaftsbezug,  wirtschaftlichen und sozialen Sachthemen[5]

### Beispiele
- Firmenarchiv Alusuisse
- Firmenarchiv Feller AG
- Verbandsarchiv Armbrust - Schweizer Woche
- Personenarchiv Stephan Bauer